# António Barbosa de Melo
António Moreira Barbosa de Melo, (2 novembre 1932 - 7 septembre 2016) est un avocat, homme politique et parlementaire portugais.

## Carrière
de Melo est né à Lagares, Penafiel en 1932. Il obtient une licence et un doctorat en droit à la Faculté de droit de l'Université de Coimbra, où il est chercheur et professeur cathédrale.
Il est l'un des fondateurs du Parti Démocratique Populaire avec Francisco Sá Carneiro, Francisco Pinto Balsemão, Joaquim Magalhães Mota, Carlos Mota Pinto, João Bosco Mota Amaral, Alberto João Jardim et António Marques Mendes, parti dans lequel il exerce de nombreuses fonctions. dans ses organes nationaux.
Il intègre la commission pour l'élaboration de la Loi électorale pour l'Assemblée constituante en 1974, dans laquelle il est également député, puis à l'Assemblée de la République de 1976 à 1977 et de 1991 à 1999.
Il est élu 9e Président de l'Assemblée de la République lors de la 6e législature (7 novembre 1991 - 26 octobre 1995). Il est également membre du Conseil d'État portugais en tant que président de l'Assemblée de la République pendant la même période. Il est décédé le 7 septembre 2016 à Coimbra.